# Jakub Wójcicki
Jakub Wójcicki, né le 9 juillet 1988 à Varsovie, est un footballeur polonais. Il évolue au poste d'arrière droit.

## Biographie
Il joue plus de 150 matchs en Ekstraklasa.